# Zeuxevania lamellata
Zeuxevania lamellata är en stekelart som beskrevs av Pierre L. G. Benoit 1952. Zeuxevania lamellata ingår i släktet Zeuxevania och familjen hungersteklar. Inga underarter finns listade i Catalogue of Life.